# Acachie mărturisitorul
Acachie mărturisitorul este un sfînt ortodox din secolul al V-lea.
Episcopul Melitinei. Acesta învățînd credința creștină, pe timpul împăratului Decius a fost prins și dus înaintea ipatului Marcian; deci fiind întrebat, a mărturisit toată iconomia lui Dumnezeu, pentru noi, defăimînd basmele elinești. Pentru aceasta a fost schingiuit și pus în temniță. Iar Marcian scriind împăratului pentru dînsul a primit ordin să-l, lase liber. Deci mărturisind pe Christos a adormit în pace în 29 martie. Dăm aici istoria sa, scoasă din registrele publice:
Marțian, om consular, porunci să aducă la sine pe episcopul Acachie, care era privit ca scutul și refugiul țării din cauza iubirii sale nesfîrșite, ce avea către toți. Cînd a fost în prezența sa, el îi zice: "Fiindcă ai fericirea să viețuiești sub legile romane, trebuie să iubești și să cinstești pe împărați, care sunt protectorii noștri, Acachie. Dintre toți supușii imperiului, nu este nimeni care să cinstească mai mult pe împăratul ca creștinii. Noi cerem necontenit în rugăciunile noastre, ca să-i dea viață lungă, plină de succes și întru toate să aibă bună sporire; să-i dea spiritul dreptății și al înțelepciunii, spre a guverna popoarele sale, ca toată stăpînirea lui să fie fericită și să petreacă în pace înfloritoare, care să întrețină abundență în toate provinciile stăpînirii sale. Marțian. Da foarte bine: dar pentru ca împăratul să se convingă și mai mult pentru supunerea și credința voastră, hai să-i aducem un sacrificiu. Acachie.Ți-am spus că eu rog pe marele și adevăratul Dumnezeu pentru mîntuirea împăratului, dar el poate cere un sacrificiu de la noi; cultul acesta nu i se poate da nici lui, nici oricărui om. M. Spune dar cărui Dumnezeu vă închinați, ca să ne închinăm și noi lui și să-i tămîiem. Doresc din toată inima ca să-1 cunoașteți. Marțian. Care este numele lui?
Acachie, se numește Dumnezeul lui Abraam, al lui Isaac și Iacob. M. Sunt și aceștia Dumnezei? A. Nu, fără îndoială; sunt oameni, cărora le-a vorbit adevăratul Dumnezeu. Este numai un Dumnezeu și numai lui trebuie să ne închinăm, de dînsul să ne temem și pe dînsul să-1 iubim. M. . în fine care este acel Dumnezeu. A. Adonai. Prea-înalt, care sade pe heruvimi și serafimi. M. Ce este serafim? Acachie. Un ministru al celui Prea-înalt și unul din principalii principi ai curții Cerești. M. Ce închipuiri ne grăiești? Lasă ființele nevăzute și te închină zeilor pe care poți să-i vezi. Acachie. Spune-mi dar și tu, care sunt acei zei cărora voiești să le jertfesc? M. Apolon, mîntuitorul oamenilor, care ne feresc de ciumă și foamete, care luminează, domnesc și conduce universul. Acachie. Ce! acest Apolon, care n-a putut să-și păstreze viața și care cuprins de dragoste pentru o fată (Dafne), alerga după ea, fără să știe că nu va poseda nici odată obiectul patimei sale? Este evident că nu prevedea viitorul, pentru că nu aceia, ce are să i se întîmple, nu era Dumnezeu, pentru că s-a lăsat amăgit de o fată. Știut este că avu mare patimă pentru Narcis și i-a zdrobit capul cu o lovitură de lance. Nu tot acest pretins zeu împreună cu Neptun se făcură unul și se tocmiră să facă zidurile unui oraș? Și tu ceri să jertfesc unei asemenea divinități? Nu cumva ai voi să jerfesc unui Esculap, fulgerat de Jupiter; unei Venus, scîrboasă prin nerușinările ei, și la o sută de alți monștri asemenea, care sunt obiectul cultului vostru? Nu; nu se poate aceasta; și cînd ar fi vorba de viața mea nu mă voi hotărî nici odată a mă închina acelora, pentru care mă rușinez a-i imita și prin urmare îi disprețuiesc și am scîrbă de ei. Cum se poate să vă închinați unor zei, cînd voi pedepsiți pe acei ce imită faptele lor. Marțian. Știu că voi creștinii disprețuiți pe zeii noștri și de aceea-ți poruncesc, să mergi cu mine la masa sfîntă în cinstea lui Jupiter și Iunonei, ca să dai ceea ce se cuvine majestății acestor divinități. Acachie. Cum pot să jertfesc eu unui om al cărui mormînt se vede încă în Insula Creta! A înviat? Marțian. Ori să jertfești, ori să mori. Acachie. Tocmai așa fac și hoții din Dalmația; cînd prind pe'cîte un trecător la vreo strîmtoare, îi dă să aleagă între pungă și viață. Eu declar, că nu mă tem de nimic. Legile pedepsesc pe adulteri, pe tîlhari, pe ucigași. Dacă aș fi vinovat de vreo una din crimele acestea aș fi cel dintîi să mă condamn pe mine însumi, dar dacă toată crima mea este, că mă închin adevăratului Dumnezeu, și dacă pentru aceia sunt dat morții, voi fi condamnat nu prin lege, dar de nedreptatea judecătorului. M. N-am ordin, să te judec, ci ca să te constrîng; și în caz de nesupunere, voi ști să mă port cu tine cum meriți. Acachie. Și eu am ordin să nu mă lepăd de Dumnezeul meu; dacă te crezi obligat a te supune unui om muritor, care în curînd va fi mîncarea viermilor, cu atît mai mult trebuie să mă supun eu unui Dumnezeu Atotputernic, nefinit, etern, care a declarat că se va lepăda înaintea Tatălui său de acel ce se va lepăda de dînsul înaintea oamenilor. Marțian. Tu mărturisești eroarea sectei tale, despre care de mult doresc să aud ceva. Tu zici că Dumnezeu are un fiu? Acachie. Da, negreșit. Marțian. Cine este acel fiu al lui Dumnezeu? Acachie. Cuvîntul adevărului și al harului. Acesta este numele său? zise Marțian. A. Nu m-ai întrebat de numele său, care este. Marțian. Ei bine care este numele său? Acachie. Iisus Christos. Marțian. Din ce femeie a avut Dumnezeu pe fiul acesta? Acachie. Dumnezeu nu naște ca oamenii: fiul său a ieșit din inima sa, precum este scris: Răspuns-a inima mea cuvânt bun (Ps. 44). Marțian. Dumnezeu este dar corporal? Acachie.
Numai el singur se cunoaște; noi nu suntem, în stare să-1 vedem în această viață muritoare; nu cunoaștem destul perfecțiunile sale spre a-1 mărturisi și cinsti. Marțian. Dacă n-are corp, nu poate să aibă nici inimă. Acachie. înțelepciunea nu-și are originea de la corp; sunt lucruri neatîrnate unul de altul.
Marțian lasă vorbele și îndeamnă pe sfîntul să jertfească, după exemplul Catafrigilor sau Montaniștilor și să facă și pe poporul de sub ascultarea lui să se supună. "Nicidecum, răspunse Acachie, poporul acesta nu se supune mie, ci lui Dumnezeu. El mă ascultă dacă-1 sfătuiesc lucruri drepte: din contră el mă disprețuiește dacă îl voi îndemna la rele și dacă mă voi încerca de a-1 întoarce din calea cea dreaptă. Marțian. Dă-mi numele tuturor celor ce compun acest popor. Acachie. Ei sunt scriși în cer, în cartea nevăzută a lui Dumnezeu. Marțian. Unde sunt tovarășii tăi, magii și predicatorii acestei erori meșteșugite? Acachie. Nu poți tu să urăști magia mai mult deeît noi Marțian. Magia voastră este această religie nouă, pe care o introduceți. Acachie. V^i numiți magie, aceea ce noi adesea numai printr-un cuvânt răsturnăm pe zeii de care vă temeți voi, după ce i-ați făcut voi înșivă? Noi nu ne temem de ceia ce au făurit mîinile noastre, ci de acel care este Domnul și Stăpînul a toată natura, care ne-a creat și ne-a iubit ca un bun părinte, care ne-a scăpat din moarte și din iad, ca un păstor bun și harnic. Marțian. Dă-mi numele ce ți le cer, dacă voiești să scapi de chinuri. Acachie. Sunt înaintea tribunalului tău și mă mai întrebi de numele meu; mai ceri și pe acel al celorlalți miniștri ai Domnului. Crezi oare că vei învinge pe mulți, tu care ești biruit numai de mine? Fiindcă te interesezi numai decît, un nume al meu este Acachie; dar sunt cunoscut mai mult sub acel de Agatanghel. Am doi tovarăși pe Pison Episcopul Iroiei și pe Menandru preotul. Acum fă ce-ți place. Marțian. Vei rămîne în închisoare, pînă ce va vedea împăratul procesul și vei aștepta ordinele sale. Deci, citind relațiunea procesului, a fost așa de mult atras de înțelepciunea și tăria lui Acachie, că porunci ca să i se dea libertate și i se îngădui de a profesa religia sa. Dar nu întîrzie a răsplăti și pe Marțian dîndu-i guvernă-mîntul Pamfiliei.
Glorioasa mărturisire a sfîntului Acachie este datată din 29 Martie, 250 său 251. Nu se scrie dacă el a trăit mai mult timp. Grecii, egiptenii și toți răsăritenii îl cinstesc la 31 Martie. în martirologiul roman însă, nu se găsește numele lui.